# Lokomotiva 242
Lokomotiva řady 242 (v Kryšpínově systému značení lokomotiv řada S 499.02, tovární typ Škoda 73E) je jednosystémová elektrická lokomotiva, určená pro střídavou trakční soustavu 25 kV, 50 Hz. Vyráběla ji Škoda Plzeň mezi lety 1975 a 1981. Po vývojové stránce je konstrukčním pokračováním lokomotiv řady 240.

## Vývoj a technika
V první polovině 70. let rychle postupovala elektrizace tratí nově zaváděnou soustavou 25 kV, 50 Hz a brzy bylo zřejmé, že již provozované lokomotivy řad 230 a 240 nemohou v současném počtu k dopravě všech vlaků stačit. Proto byla ve Škodě Plzeň zadána výroba dalších lokomotiv pro provoz na této soustavě. Největší změnou oproti řadě 240 je užití celokovové lokomotivní skříně (z důvodu vysoké ceny skelného laminátu), vypuštění elektrodynamické brzdy a úpravy na pomocných pohonech, které umožnily zachovat celkovou hmotnost lokomotivy na hodnotě 84 t. Další význačné rysy z předcházejících střídavých lokomotiv zůstaly zachovány, a to zejména pojezd (požadavek ČSD), ačkoliv v roce 1975 již dodala Škoda podobné lokomotivy, avšak již s podvozky II. generace pro BDŽ – řada 44. Celkem bylo ve třech sériích dodáno 86 strojů. Lokomotiva 242.286 převzatá 30. listopadu 1981 byla poslední lokomotivou tzv. I. generace dodané pro ČSD. Přezdívá se jí Plechovka nebo Plecháč.

## Využití
Tyto stroje byly dlouho typické pro oblast bývalé Jihozápadní dráhy – zpočátku byla celá řada dislokována pouze v depech Plzeň a České Budějovice, odkud zajišťovala provoz na přilehlých tratích. Postupně se však v provozu dostaly i do Brna, kde jejich počet později narostl. Přestože šlo o stroje primárně určené pro osobní dopravu, v jižních a západních Čechách se používaly i v nákladní dopravě. Po dělení železnic v roce 1993 zůstala celá řada v majetku Českých drah. V roce 2007 bylo ukončeno její nasazování na nákladních vlacích – všechny lokomotivy zůstaly u ČD a nákladní divize ČD Cargo obdržela pouze starší řady 230 a 240. Po mnoho let bylo možné se se stroji této řady setkat i na Slovensku (především na rychlících Bratislava – Zvolen – Banská Bystrica), kde zajišťovaly vyrovnávku výkonů za stroje řady 350; koncem roku 2014 ale byly z těchto vlaků staženy. Díky postupným dodávkám nových elektrických jednotek (např. RegioPanter) pro předměstskou dopravu potřeba těchto lokomotiv dlouhodobě klesala. Některé z nich posloužily jako zdroje náhradních dílů, další byly prodány soukromým dopravcům (viz níže). Na začátku roku 2024 bylo 17 lokomotiv prodáno společnosti ČD Cargo, Lokomotivy jsou postupně opravovány a předávány do jednotlivých dep (SOKV). S provozem posledních 12 kusů počítají České dráhy pouze do prosince 2025 na lince R11 mezi Plzní, Českými Budějovicemi a Jihlavou. Poté se s nimi počítá pouze na mimořádné výkony.

## Provoz u soukromých dopravců
V roce 2012 byly firmou ZOS Zvolen zakoupeny 4 lokomotivy bulharské řady 43.5, které se následně podrobily opravě a přizpůsobení pro provoz v Česku a na Slovensku. Konkrétně se jednalo o stroje 43.523, 43.543, 43.554 a 43.555. Dva stroje byly se zachováním původních inventárních čísel dodány slovenským dopravcům Railtrans International (242.543) a Lokorail (242.555). Dvěma strojům pro českou firmu Loko Trans byla Drážním úřadem přidělena čísla 242.287 (ex 43.554) a 242.288 (ex 43.523), takže číselně navázaly na poslední českou lokomotivu této řady. V roce 2015 byly také odkoupeny některé zrušené lokomotivy od Českých drah a po opravě by měly být taktéž nasazeny do provozu.

## Galerie

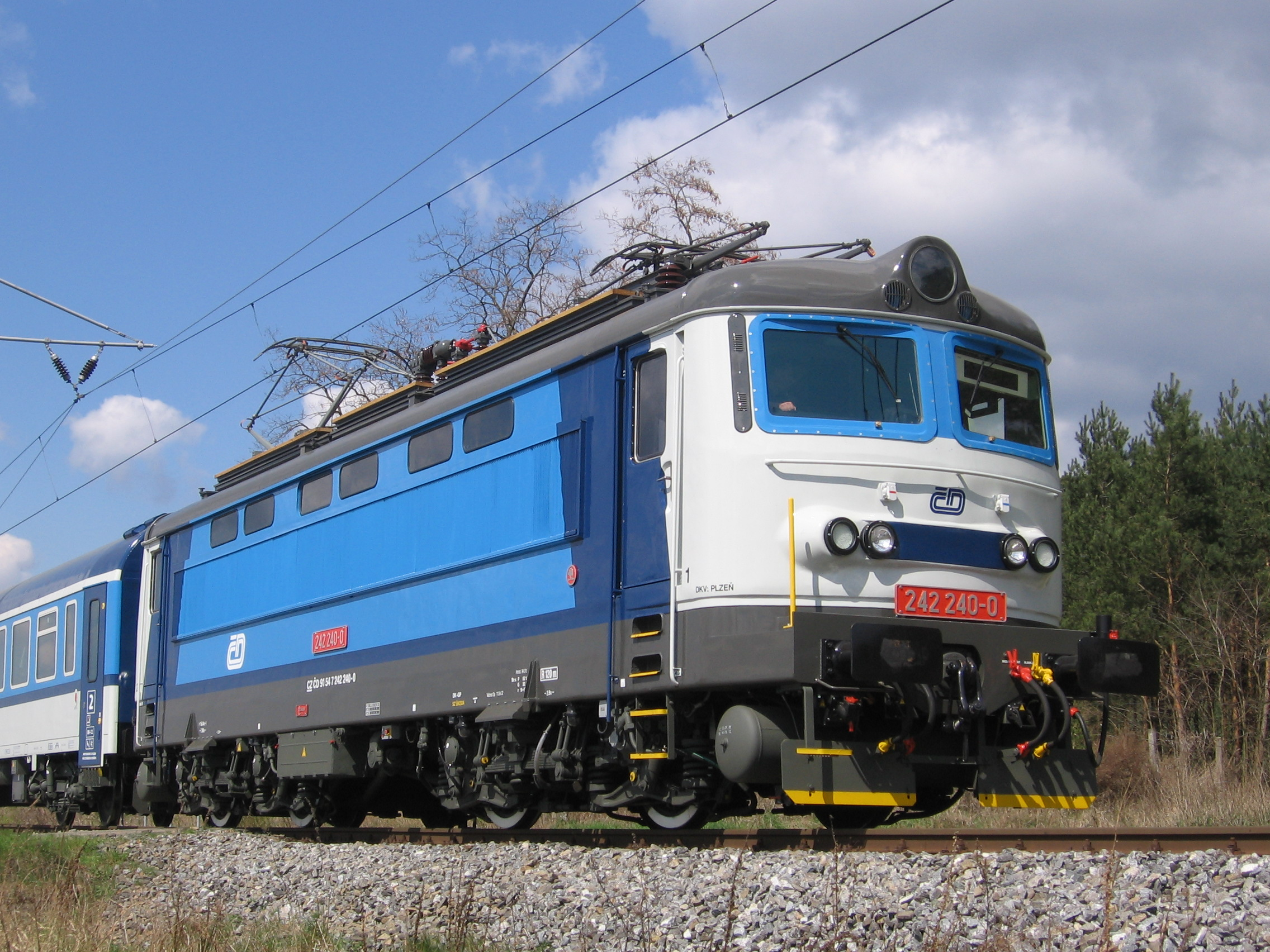
242.240 po rekonstrukci na ovládání z řídicího vozu
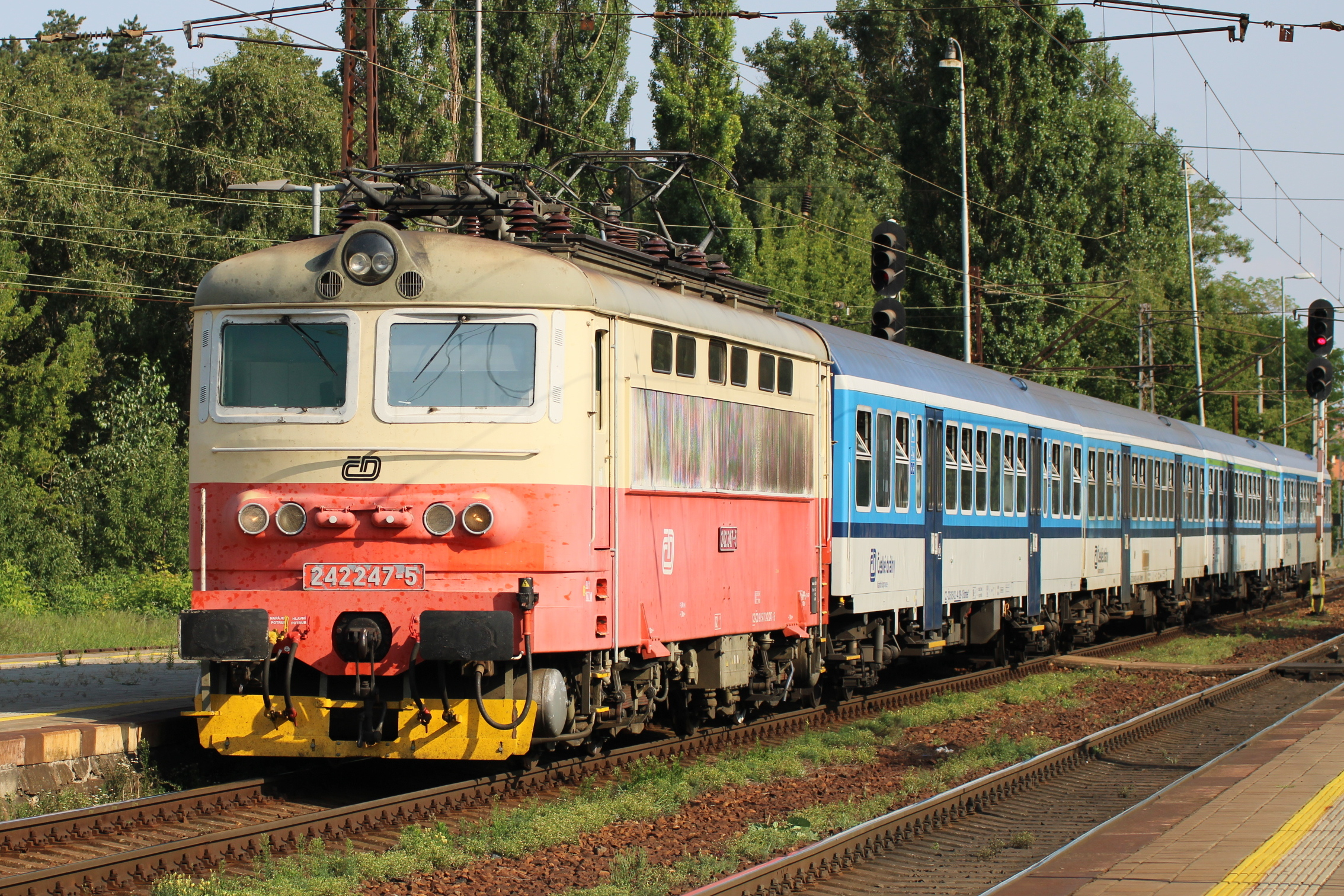
Lokomotiva řady 242.247 v Brně na lince S3
- 242.261 na osobním vlaku v Tišnově